# Wytrzymałość gruntu na ścinanie
Wytrzymałość gruntu na ścinanie – maksymalna siła ścinająca lub też maksymalny opór stawiany tej sile przez grunt, po przekroczeniu którego dochodzi do znacznej deformacji plastycznej.
Dwie teorie służące określeniu jej wartości to:
1) teoria Tresca dotycząca sytuacji krótkoterminowego obciążenia, która określa wartość niedrenowanej wytrzymałości w sytuacji naprężenia całkowitego
oraz (2) teoria Coulomba-Mohra związana z zasadą naprężenia efektywnego przy długotrwałym obciążeniu gruntu określająca wartość wytrzymałości drenowanej.
Do określenia punktu „zniszczenia” na krzywej naprężenie-odkształcenie dla danego materiału zastosowane mogą być rozmaite kryteria. Zniszczenie i poddanie się materiału nie powinny być mylone. Nie ma jednej doskonałej metody określania zniszczenia. Dla pewnych materiałów zniszczenie może być uznane w punkcie poddania. Często przyjmuje się jednak, że dla gruntów zniszczenie następuje pomiędzy 15% a 20% ścinania. Taka deformacja zazwyczaj wskazuje, że funkcja danej budowli, np. posadowienie mostu może być naruszona, ale nie jest uszkodzona. Zniszczenie gruntu nie oznacza zniszczenia systemu. W tym sensie, wytrzymałość na ścinanie gruntu może być zdefiniowana jako maksymalne naprężenie przyłożone w każdej płaszczyźnie w gruncie, uważane za zniszczenie. Istnieją różne kryteria definiowania zniszczenia.

## Kryterium Coulomba-Mohra

Kryterium Coulomba-Mohra

Kryterium Coulomba-Mohra jest najbardziej empirycznym w mechanice gruntów. W kontekście naprężenia efektywnego kryterium Coulomba-Mohra jest podawane jako:
{\displaystyle \tau _{f}=c'+\sigma _{f}'\operatorname {tg} \phi ',}
gdzie {\displaystyle \tau _{f}} to wytrzymałość na ścinanie, {\displaystyle c'} to efektywna kohezja, {\displaystyle \sigma _{f}'} to efektywne naprężenie, {\displaystyle \phi '} to efektywny kąt tarcia wewnętrznego, parametryzacja średniego wskaźnika tarcia wewnętrznego {\displaystyle \mu } na płaszczyznach ścinania to {\displaystyle \mu =\operatorname {tg} \phi '.}
Relacja natężenie-odkształcenie w gruntach, a przez to wytrzymałości na ścinanie, jest uzależniona od:
- Rodzaju gruntu: czy jest to grunt luźny czy skality (lita skała), mineralogii (podstawowy materiał), uziarnienia i rozkładu uziarnienia (czyli wysortowania), kształtu ziarn (czyli obtoczenia), rodzaju płynów porowych i ich zawartości, jonów na ziarnach i cieczy w porach, cementacji osadów.

- Stanu (początkowego): określonego poprzez wskaźnik porowatości, pionowe naprężenie efektywne i naprężenie ścinające (historia obciążenia). Stan może być także opisany poprzez takie określenia jak: luźny, zagęszczony, przekonsolidowany, normalnie skonsolidowany, półzwarty, miękkoplastyczny, kurczliwy, pęczniejący itp.

- Struktury: Odnosi się to do ułożenia cząsteczek w obrębie gruntu i sposobu w jaki cząsteczki są upakowane oraz takich elementów jak warstwowanie, cios, zuskokowanie, pustki, cementacja itp. Struktura gruntu jest zazwyczaj opisywana jako: naruszona, nienaruszona, zagęszczona, scementowana, równoziarnista, warstwowana, laminowana, jednorodna i niejednorodna.

- Warunków obciążenia: Naprężenie efektywne – drenowane, niedrenowane i rodzaj obciążenia – wielkość, rodzaj (statyczne i dynamiczne) oraz historia (niezmienna, cykliczna).

W rzeczywistości, przy obliczeniach całkowitej wytrzymałości na ścinanie powinny być brane pod uwagę wszystkie te elementy.

## Teoria stanów krytycznych
Teoria stanów krytycznych jest teorią zniszczenia wprowadzoną w latach pięćdziesiątych XX wieku przez Kennetha Roscoe z Cambridge University. Dotyczy zarówno warunków drenowanych, jak i niedrenowanych. Dotyczy ona zachowania gruntu podlegającego ścinaniu przy określeniu zmian jego objętości. Wyróżnia się trzy rodzaje wytrzymałości na ścinanie:
- szczytowa (maksymalna) wytrzymałość {\displaystyle \tau _{p},}
- wytrzymałość stanu krytycznego lub stałej objętości {\displaystyle \tau _{cv},}
- wytrzymałość resztkowa (lub rezydualna) {\displaystyle \tau _{r}.}

W zależności od początkowego stanu gruntu podlegającego ścinaniu, wytrzymałość szczytowa może mieć miejsce przed lub w punkcie stanu krytycznego. Luźne grunty będą zmniejszały swoją objętość i mogą nie rozwinąć większej wytrzymałości niż ta, która jest obserwowana w punkcie krytycznym. W takim przypadku, gdy grunt zakończy zmniejszanie swej objętości będzie się ona pokrywać z wytrzymałością stanu krytycznego. Dlatego też można tu mówić o braku wyraźnej wytrzymałości szczytowej.
Zagęszczone grunty mogą nieznacznie zmniejszać swą objętość w wyniku dopasowywania się do siebie cząsteczek gruntu, które jest zależne od ich kształtu oraz początkowego ułożenia. Po ich dopasowaniu się ścinanie może mieć miejsce jedynie przy zwiększeniu objętości gruntu. Wynika to z tego, że konieczna jest dodatkowa siła i tu pojawia się termin wytrzymałości szczytowej. Po przekroczeniu tej wytrzymałości, ścinanie zachodzi już bez zmiany objętości, a wytrzymałość gruntu jest mniejsza. Wytrzymałość szczytowa jest szczególnie obserwowana w gruntach pre-konsolidowanych. Innymi przyczynami wytrzymałości szczytowej jest cementacja gruntów luźnych.
W przypadku pewnych gruntów pojawia się też wytrzymałość resztkowa, gdy ich cząsteczki układają się wzdłuż powierzchni ścinania i tworzą wygładzone powierzchnie. Zmniejsza to jeszcze bardziej tarcie wewnętrzne pomiędzy cząsteczkami. Ten rodzaj wytrzymałości zachodzi zwłaszcza w glinach, które zawierają minerały ilaste charakteryzujące się budową warstwową.

## Teoria stanu stabilnego
Wytrzymałość stabilnego stanu to wytrzymałość na ścinanie, gdy grunt jest w stanie stabilnym. Stabilny stan jest definiowany jako „stan, w którym grunt stale podlega deformacji przy stałej objętości, stałym normalnym efektywnym naprężeniu, stałej sile ścinającej i przy stałej prędkości” (Poulos 1981).